# Trofeo Ciudad de Valladolid
Trofeo Siudad de Valladolid (hiszp. Trofeo Siudad de Valladolid) – piłkarski turniej towarzyski rozgrywany regularnie od 1972 w hiszpańskiej miejscowości Valladolid.
Jest to jeden z najbardziej prestiżowych turniejów sparingowych rozgrywanych w Hiszpanii. Biorą w nim udział zaproszone kluby. Od pierwszej edycji występują w nim cztery drużyny. Mecze rozgrywane są na Estadio José Zorila w drugiej połowie sierpnia, a udział w turnieju ma zapewniony jego gospodarz, Real Valladolid.

## Zwycięzcy
| Edycja  | Rok  | Zwycięzca           | Finalista                  | Wynik            |
| ------- | ---- | ------------------- | -------------------------- | ---------------- |
| I       | 1972 | Real Valladolid     | Vasas SC                   | 1-0              |
| II      | 1973 | Dynamo Kijów        | Real Valladolid            | 2-0              |
| III     | 1974 | Dynamo Kijów        | Real Valladolid            | 2-0              |
| IV      | 1975 | Boca Juniors        | CF Os Belenenses           | 2-1              |
| V       | 1976 | Real Valladolid     | Racing Santander           | 1-0              |
| VI      | 1977 | UD Salamanca        | Real Valladolid            | 0-0              |
| VII     | 1978 | Espanyol Barcelona  | Real Valladolid            | 1-1              |
| VIII    | 1979 | Real Valladolid     | OFK Beograd                | 2-1              |
| IX      | 1980 | Real Valladolid     | Tampico Madero             | 1-0              |
| X       | 1981 | Grêmio Porto Alegre | FC Tatabánya               | 2-1              |
| XI      | 1982 | Cruzeiro EC         | Real Valladolid            | 5-0              |
| XII     | 1984 | Real Valladolid     | Boavista FC                | miniturniej      |
| XIII    | 1985 | Real Valladolid     | Ujpest Dozsa               | 2-1              |
| XIV     | 1986 | Real Saragossa      | Club Nacional de Football  | 1-0              |
| XV      | 1987 | Real Valladolid     | CSD Colo-Colo              | miniturniej      |
| XVI     | 1988 | Real Valladolid     | Atlético Madryt            | 1-0              |
| XVII    | 1989 | Real Saragossa      | Real Valladolid            | 1-0              |
| XVIII   | 1990 | FC Barcelona        | Real Valladolid            | 1-1              |
| XIX     | 1991 | Real Valladolid     | Internacional Porto Alegre | 2-2 (3-1)        |
| XX      | 1992 | Atlético Madryt     | Real Valladolid            | 0-0 (4-3)        |
| XXI     | 1993 | Real Valladolid     | SE Palmeiras               | 2-1              |
| XXII    | 1994 | Real Valladolid     | Atlético Madryt            | miniturniej      |
| XXIII   | 1995 | Atlético Madryt     | Real Valladolid            | miniturniej      |
| XXIV    | 1996 | Real Valladolid     | Racing Santander           | 0-0 (4-2)        |
| XXV     | 1997 | Vitória Salvador    | Real Valladolid            | 1-0              |
| XXVI    | 1998 | Real Betis          | Real Valladolid            | 1-0              |
| XXVII   | 1999 | Racing Santander    | Real Valladolid            | 3-0              |
| XXVIII  | 2000 | Real Valladolid     | Aris FC                    | 4-1              |
| XXIX    | 2001 | Real Valladolid     | Perugia                    | 3-2              |
| XXX     | 2002 | Real Valladolid     | Deportivo La Coruña        | 0-0 (4-2)        |
| XXXI    | 2003 | Real Valladolid     | Girondins Bordeaux         | 2-0              |
| XXXII   | 2004 | Real Valladolid     | Sevilla FC                 | 1-1 (3-2)        |
| XXXIII  | 2005 | Real Valladolid     | Real Saragossa             | 1-0              |
| XXXIV   | 2006 | Getafe CF           | Real Valladolid            | 0-0 (5-4)        |
| XXXV    | 2007 | Lille OSC           | Real Valladolid            | 2-1              |
| XXXVI   | 2008 | Real Valladolid     | Athletic Bilbao            | 5-2              |
| XXXVII  | 2009 | Real Valladolid     | Villarreal CF              | 23 sierpnia 2009 |
| XXXVIII | 2010 | Real Valladolid     | Atlético Madrid            |                  |

## Lista triumfatorów
| Zespół              | Kraj      | Zwycięzcy | Rok |
| ------------------- | --------- | --------- | --- |
| Real Valladolid     | Hiszpania | 19        | 1972, 1976, 1979, 1980, 1984, 1985, 1987, 1988, 1991, 1993, 1994, 1996, 2000, 2001, 2002, 2003, 2004, 2005, 2008 |
| Dynamo Kijów        | Ukraina   | 2         | 1973, 1974 |
| Real Saragossa      | Hiszpania | 2         | 1986, 1989 |
| Atlético Madryt     | Hiszpania | 2         | 1992, 1995 |
| Boca Juniors        | Argentyna | 1         | 1975 |
| UD Salamanca        | Hiszpania | 1         | 1977 |
| Espanyol Barcelona  | Hiszpania | 1         | 1978 |
| Grêmio Porto Alegre | Brazylia  | 1         | 1981 |
| Cruzeiro EC         | Brazylia  | 1         | 1982 |
| FC Barcelona        | Hiszpania | 1         | 1990 |
| Vitória Salvador    | Brazylia  | 1         | 1997 |
| Real Betis          | Hiszpania | 1         | 1998 |
| Racing Santander    | Hiszpania | 1         | 1999 |
| Getafe CF           | Hiszpania | 1         | 2006 |
| Lille OSC           | Francja   | 1         | 2007 |